# NGC 1343
NGC 1343 este o intermediate spiral galaxy⁠(d) situată în constelația Cassiopeia. A fost descoperită în 11 octombrie 1787 de către William Herschel. Se află la o distanță de 4,2 megaparseci de Pământ.